# Джиноза
Джиноза (італ. Ginosa) — муніципалітет в Італії, у регіоні Апулія,  провінція Таранто.
Джиноза розташована на відстані близько 390 км на південний схід від Рима, 75 км на південь від Барі, 45 км на захід від Таранто.
Населення — 22 719 осіб (2014).
Щорічний фестиваль відбувається першої неділі жовтня. Покровитель — Maria SS.ma del Rosario.

## Демографія
Населення за роками:

Станом на 1 січня 2023 року в муніципалітеті офіційно проживало 1478 іноземців з 51 країни, серед них 861 громадянин країн Євросоюзу та 13 громадян України.

## Сусідні муніципалітети
- Бернальда
- Кастелланета
- Латерца
- Матера
- Монтескальйозо